# Schijnvliegveld

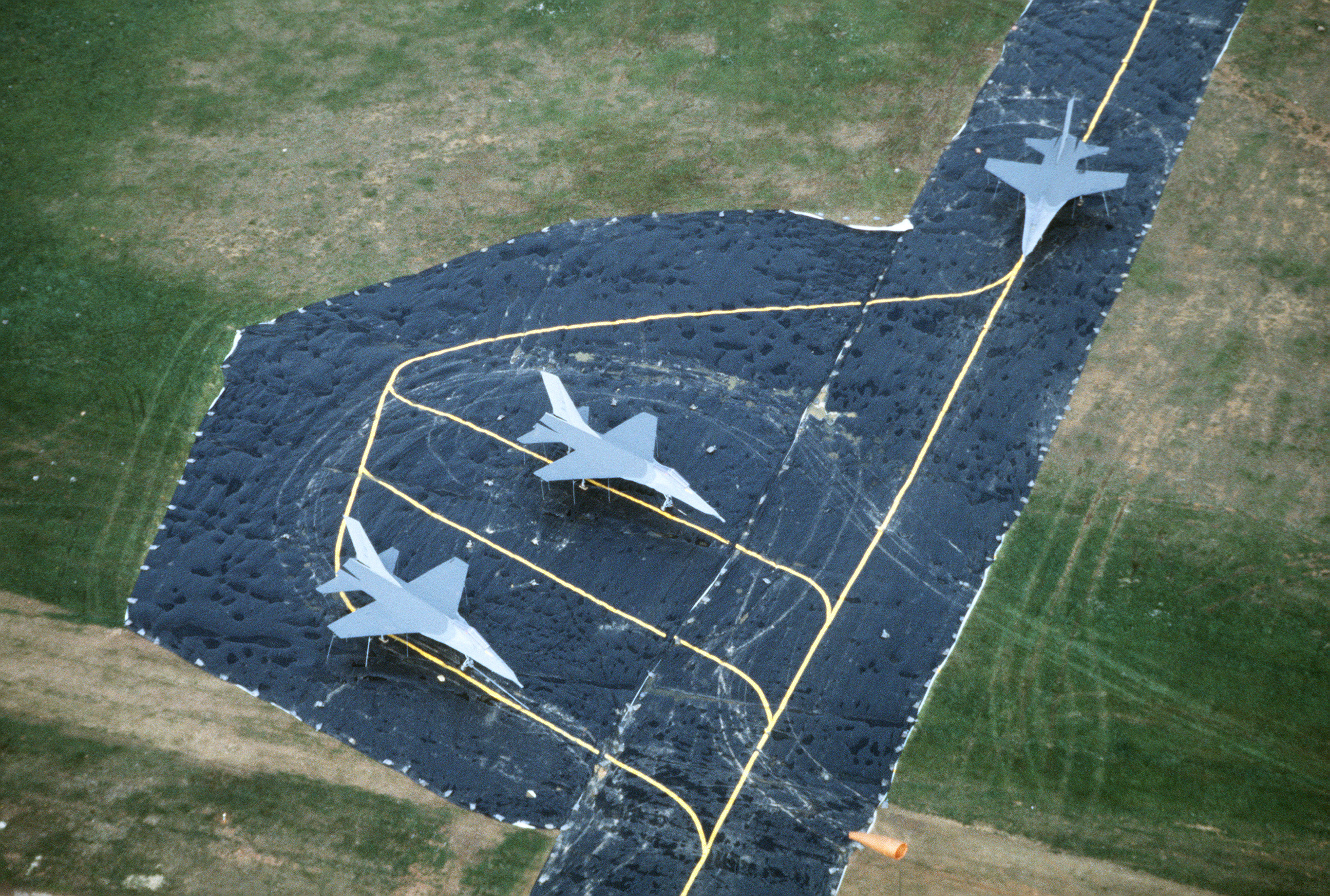
Een schijnvliegveld op Vliegbasis Spangdahlem met daarop drie nep-F16's, tijdens operatie "Salty Demo '85".

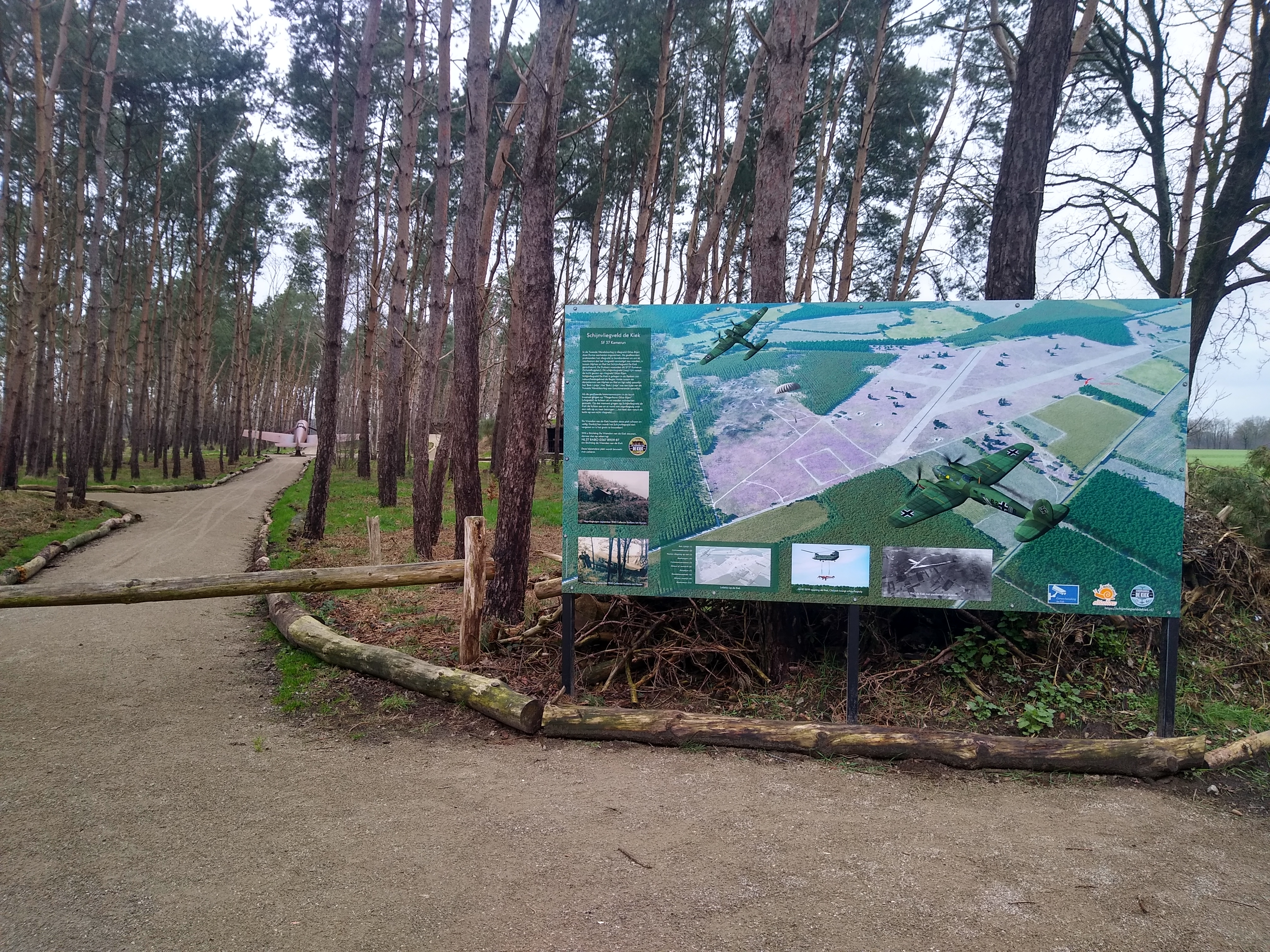
Herdenkingspark schijnvliegveld 'De Kiek', Riel (N-Br), anno 2024

Een schijnvliegveld is een militair nepobject. Het is een imitatie van een vliegveld dat niet als zodanig gebruikt wordt, maar er vanuit de lucht uit ziet als een echt vliegveld. Schijnvliegvelden hebben als doel om tijdens een oorlog de vijand te verwarren, en deze ertoe te brengen aldaar hun kostbare bommen af te werpen of er raketten heen te sturen, en deze zo te verspillen.

## Tweede Wereldoorlog
Tijdens de Tweede Wereldoorlog bouwden de Britten nep-vliegvelden en zelfs hele dorpen met als doel de Duitsers af te leiden.
Schijnvliegvelden die door de Duitsers werden gebouwd tijdens de Tweede Wereldoorlog om de geallieerden te verwarren waren onder meer:  (SF=Scheinflugplatz) 

### België
- Schijnvliegveld Blicquy te Blicquy
- Schijnvliegveld Les Burettes te Meldert, gemeente Hoegaarden
- Schijnvliegveld Meersen te Meersen, gemeente Assebroek
- Schijnvliegveld Moerbeke te Moerbeke-Waas
- Schijnvliegveld Peutie te Peutie
- Schijnvliegveld Schoonberg, te Schoonberg, gemeente Aalter
- Schijnvliegveld Wilderen te Wilderen, gemeente Sint-Truiden
- Schijnvliegveld Wilrijk te Wilrijk, gemeente Antwerpen

### Duitsland
- Schijnvliegveld Brockzetel te Brockzetel, gemeente Aurich

### Nederland
- Schijnvliegveld Bennebroek te Bennebroek voor vliegbasis Schiphol
- Schijnvliegveld Buurse te Buurse, gemeente Haaksbergen voor vliegbasis Twenthe
- Schijnvliegveld De Kiek bij Riel voor vliegbasis Gilze-Rijen (SF37 Kamerun)
- Schijnvliegveld Dulder te Weerselo, gemeente Dinkelland voor vliegbasis Twenthe
- Schijnvliegveld Echelon bij zendstation Echelon Ouddorp, Goeree-Overflakkee
- Schijnvliegveld Huijbergen bij Huijbergen
- Schijnvliegveld Nispen bij Nispen
- Schijnvliegveld Noordsche Veld bij Peest / Norg
- Schijnvliegveld Oostelbeers, te Oostelbeers, gemeente Oirschot (SF38 Dun)
- Schijnvliegveld Schaijk bij Schaijk (SF40 Voskamp)
- Schijnvliegveld Schandelo te Velden voor vliegbasis Venlo
- Schijnvliegveld Vijfhuizen te Vijfhuizen voor vliegbasis Schiphol
- Schijnvliegveld Vogelenzang te Vogelenzang voor vliegbasis Schiphol